# Hemioplisis impurpurata
Hemioplisis impurpurata är en fjärilsart som beskrevs av Walker 1860. Hemioplisis impurpurata ingår i släktet Hemioplisis och familjen mätare. Inga underarter finns listade i Catalogue of Life.